# رایدر هشادال
اریک رایدر هشادال (‎/raɪdər hɛʒɑːdɑːl/‎؛ زادهٔ ۹ دسامبر ۱۹۸۰) رکابزن حرفه‌ای سابق کانادایی است که در رشتهٔ دوچرخه‌سواری جاده فعالیت می‌کرد. پیش از دوچرخه‌سواری جاده، هشادال در دوچرخه‌سواری کوهستان فعالیت می‌کرد و در سال ۲۰۰۳ نایب قهرمان جهان در رشتهٔ کراس کانتری شد. هشادال در سال ۲۰۰۵ که عضو تیم دیسکاوری چنل بود، حرفه‌ای شد. او توانست در سال ۲۰۱۲ برندهٔ جیرو دیتالیا شود که نخستین قهرمانی گرند تورها توسط دوچرخه‌سواران کانادایی بود.

## فعالیت حرفه‌ای

### آغاز فعالیت
هشادال در ابتدا در رشتهٔ دوچرخه‌سواری کوهستان فعال بود. او در دو دورهٔ مسابقات قهرمانی جهان در سال‌های ۲۰۰۱ و ۲۰۰۲ موفقیت‌هایی را در بخش امدادی به دست آورد و در سال ۲۰۰۳ مدال نقرهٔ کراس کانتری را کسب کرد. سپس به همراه تیم کانادا به المپیک ۲۰۰۴ آتن رفت. در آن بازی‌ها هشادال در آستانهٔ کسب مدال بود که یک سنگ تیز، چرخش را پنچر کرد و رؤیای المپیک برای او به پایان رسید.

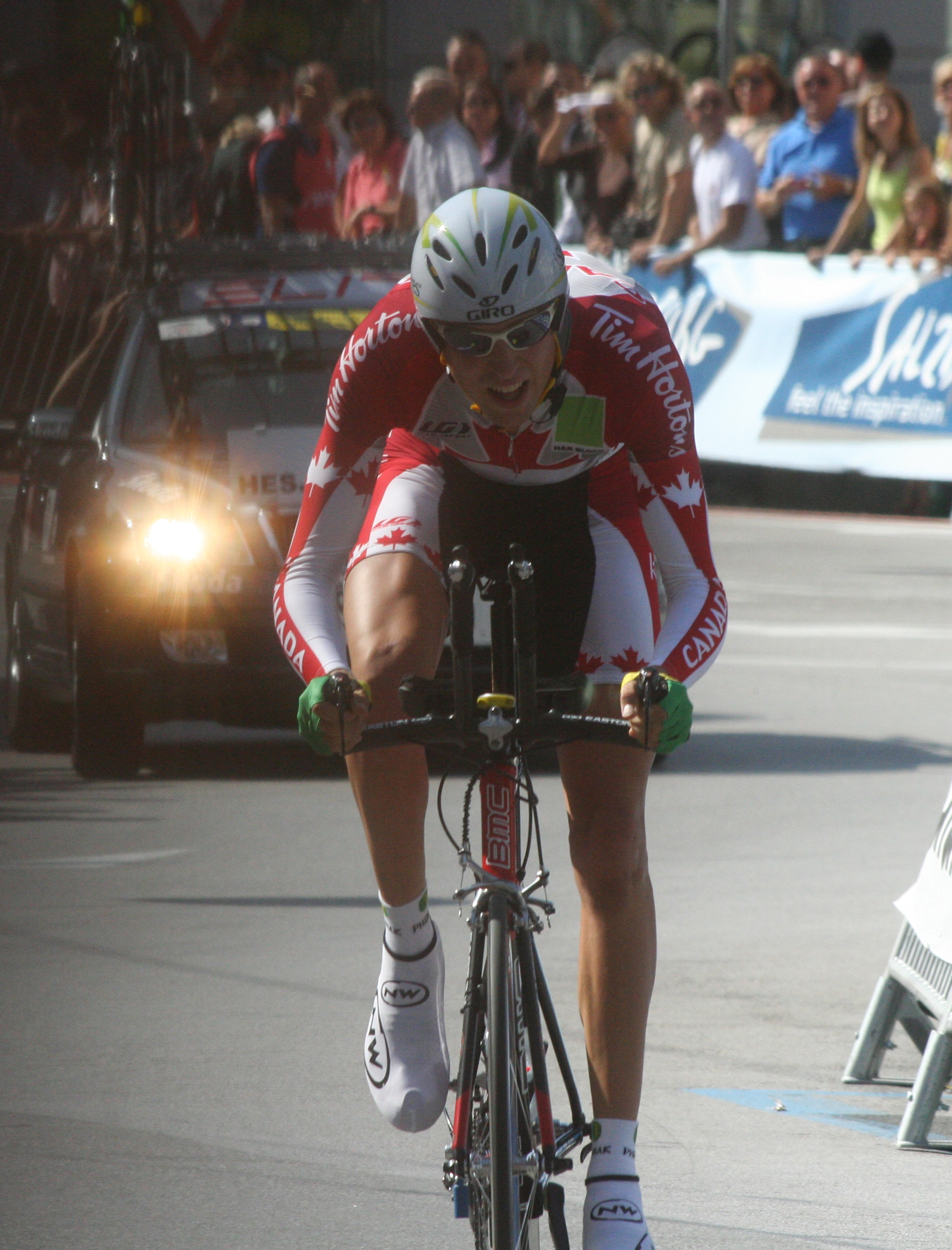
هشادال در مسابقهٔ تایم تریل در مسابقات قهرمانی دوچرخه‌سواری جاده جهان ۲۰۰۶.

موفقیت‌های اولیه و عدم نتیجه‌گیری بعدی باعث شد تمام تمرکز خود را به دوچرخه‌سواری جاده منعطف کند. او متخصص تایم تریل و مسیرهای کوهستانی بود و توسط تیم دیسکاوری چنل برای جیرو دیتالیای ۲۰۰۵ انتخاب شد و به پائولو ساوولدلی کمک کرد تا به قهرمانی برسد؛ هرچند خودش نتوانست مسابقه را به پایان برساند. سپس به تیم سوئیسی فوناک پیوست و در ووئلتا کاتالونیای ۲۰۰۶ چهارم شد. همچنین نایب قهرمان تایم تریل کانادا شد. در همان سال در ووئلتا اسپانیا شرکت کرد؛ ولی در مراحل پایانی کناره‌گیری کرد تا روی مسابقات قهرمانی جهان در سالزبورگ تمرکز کند. هرچند در آن مسابقات نتایج متوسطی به دست آورد. با انحلال تیم فوناک، هشادال برای فصل ۲۰۰۷ به تیم هلث نت ملحق شد. در فصل ۲۰۰۸ او به تیم گارمین–اسلیپ‌استریم پیوست و به کریستین وانده ولده کمک کرد در تور دو فرانس چهارم شود.

### فصل ۲۰۰۹
در سال ۲۰۰۹ هشادال در ووئلتا اسپانیا حضور یافت. او توانست رتبهٔ دوم مرحلهٔ کوهستانی دهم را پشت سر سایمون گرنز به دست آورد. سپس در مرحلهٔ ۱۲ از گروه رقیبان اصلی جدا شد و به داوید گارسیا که فرار کرده‌بود پیوست و در خط پایان، از او پیشی گرفت تا برندهٔ مرحله شود. به این ترتیب به نخستین کانادایی تبدیل شد که در یک مرحله از ووئلتا (و نیز مرحله‌ای از یک گرند تور پس از استیو باوئر در تور دو فرانس ۱۹۸۸) برنده شده‌است. البته بعداً از مسابقه انصراف داد و در مرحلهٔ ۱۸ شرکت نکرد. هشادال تنها کانادایی بود که در تور دو فرانس ۲۰۰۸ و ۲۰۰۹ شرکت می‌کرد.
در پایان سال ۲۰۰۹، هشادال به عنوان بهترین رکابزن کانادایی دههٔ گذشته و بهترین رکابزن مرد سال کانادا انتخاب شد. نتایج بر پایهٔ نظرسنجی آنلاین مشخص شد.

### فصل ۲۰۱۰

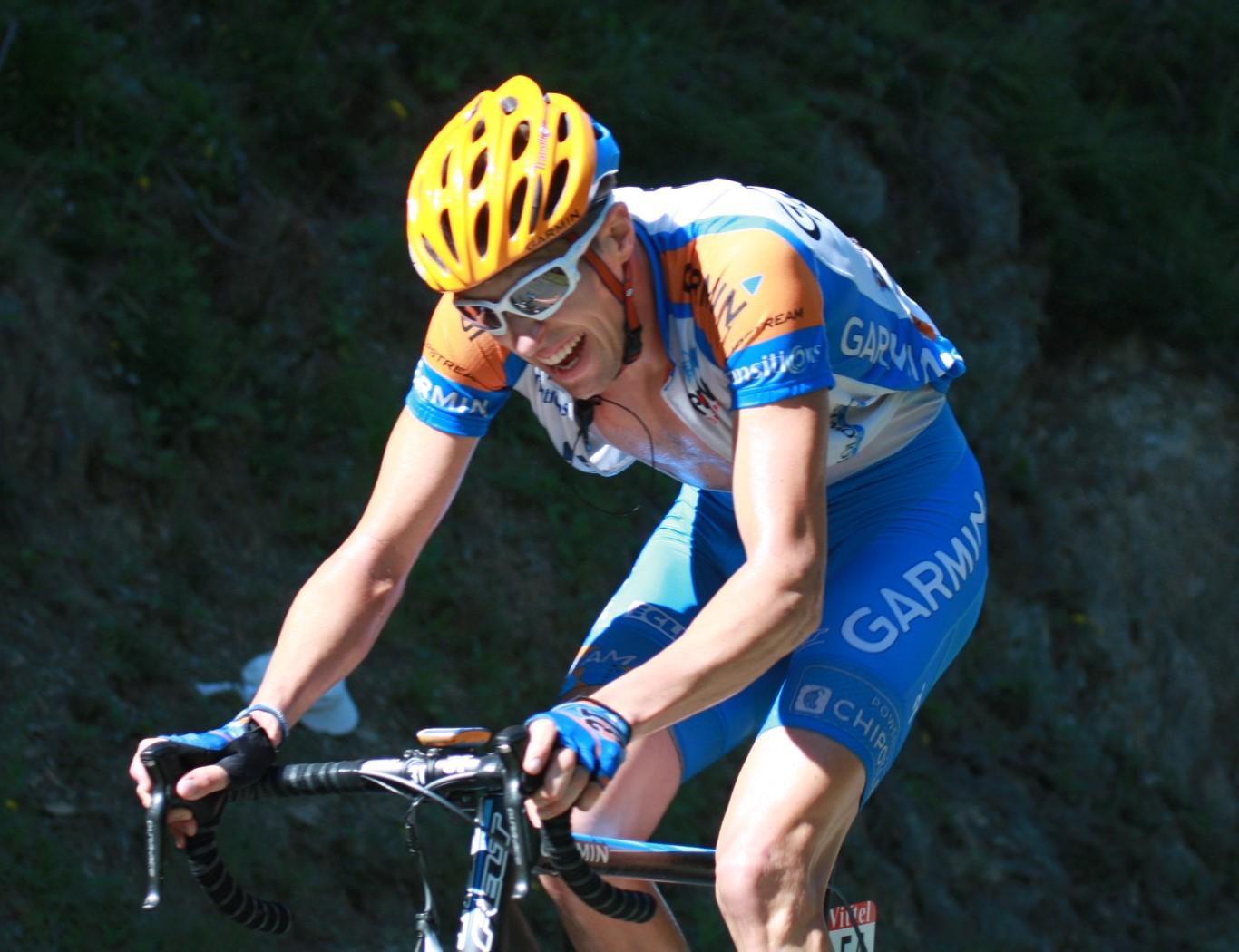
هشادال در تور دو فرانس ۲۰۱۰

در ماه مارس، هشادال در مسابقهٔ استراده بیانکه که در ایتالیا و بخشی از آن روی راه‌های خاکی برگزار می‌شود، با فاصلهٔ ۱۹ ثانیه نسبت به برندهٔ مسابقه در رتبهٔ پنجم ایستاد. در ماه آوریل در مسابقهٔ طلایی آمستل پس از فیلیپ گیلبرت بر سکوی دوم ایستاد. سپس رتبهٔ پنجم تور کالیفرنیا را کسب کرد و در مرحلهٔ هشتم آن پیروز شد. در مرحلهٔ سوم تور دو فرانس، هشادال در بیشتر زمان مسابقه پیشتاز بود؛ ولی در ۶ کیلومتری خط پایان پیشتازی را از دست داد و چهارم شد. سپس در مرحلهٔ هفدهم در گردنهٔ تورماله دوباره چهارم شد. هشادال توانست تور را در رتبهٔ پنجم به پایان برساند.

### فصل ۲۰۱۱
در ماه آوریل هشادال در تور باسک شرکت کرد. او در رتبهٔ پنجم بود؛ ولی پس از تایم تریل انفرادی مرحلهٔ پایانی به رتبهٔ نهم سقوط کرد. او در تور دو فرانس عملکرد خوبی داشت؛ ولی نتوانست جایگاه فصل پیش را تکرار کند و هفدهم شد. البته توانست به همراه تیم گارمین در تایم تریل تیمی مرحلهٔ دوم به پیروزی برسد. در مرحلهٔ ۱۶ نیز در نزدیکی خط پایان در گپ با هم‌تیمی خود تور هوشاود و یک نروژی دیگر به نام ادوالد بوئاسون هاگن رقابت داشت و هوشاود را در موقعیت فرار قرار داد تا هم‌تیمی‌اش برندهٔ مرحله شود. هشادال نیز بر سکوی سوم ایستاد. در جایزه بزرگ میگل ایندوراین چهارم شد و در تور کالیفرنیا رتبهٔ دهم را کسب کرد.

### فصل ۲۰۱۲
هشادال نمایش قدرتمندانه‌ای در کلاسیک‌های بهاره داشت. از جمله رتبهٔ نهم لیژ–باستون–لیژ را به دست آورد. در ۴ مرحلهٔ نخست تور رماندی نیز رکاب زد؛ ولی تیم گارمین–باراکودا تصمیم گرفت به او استراحت دهد تا برای جیرو دیتالیا آماده شود. هشادال قرار بود رهبر تیم در رده‌بندی اصلی باشد.

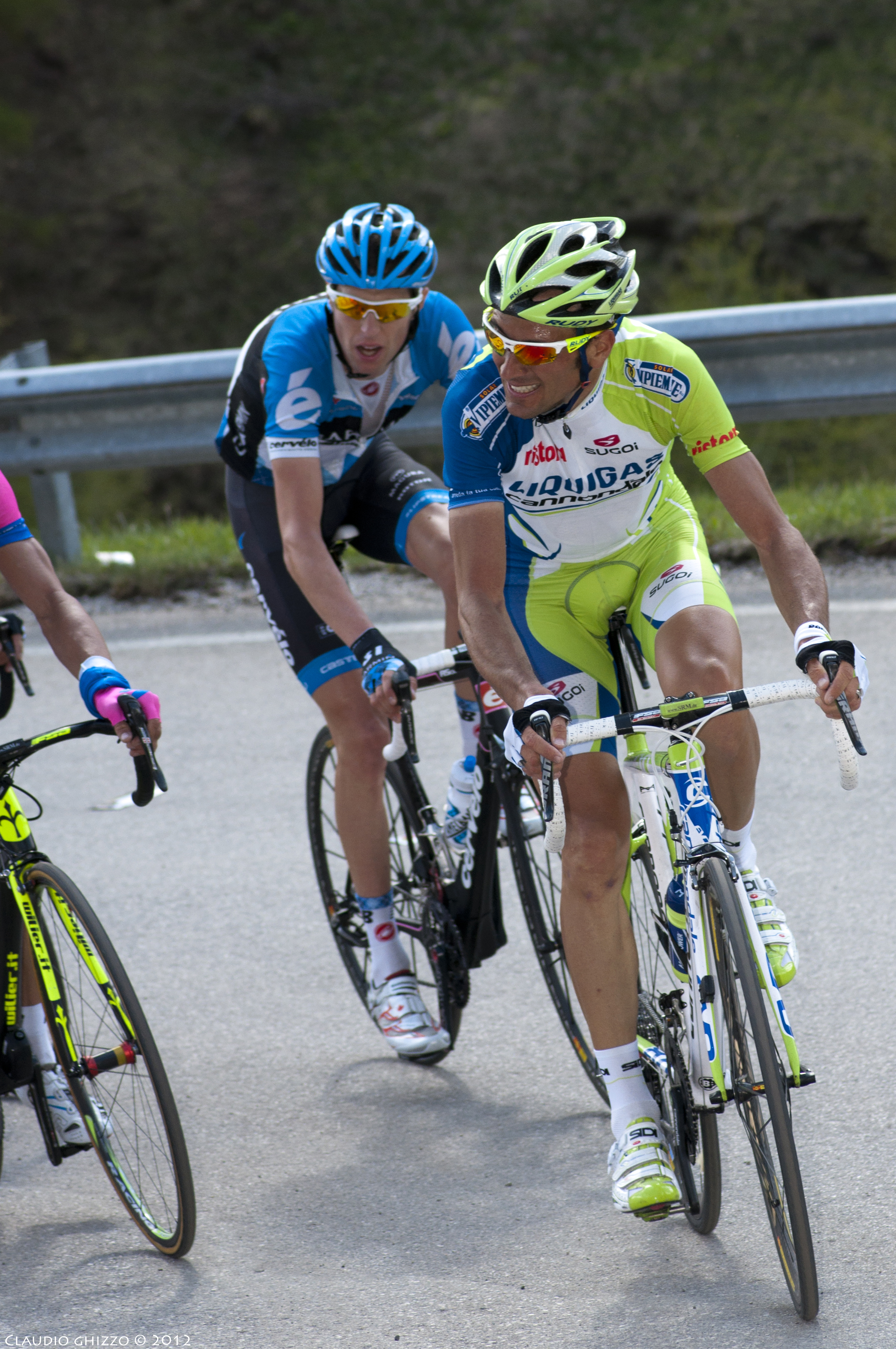
هشادال (در پیراهن آبی) در جیرو دیتالیای ۲۰۱۲ در حال تعقیب ایوان باسو در مرحلهٔ هفدهم.

در جیرو، پیروزی تیم گارمین–باراکودا در تایم تریل تیمی مرحلهٔ چهارم باعث شد هشادال به رتبهٔ چهارم رده‌بندی اصلی برسد. سپس در مرحلهٔ هفتم بر فراز روکا دی کامبیو در رتبهٔ پنجم ایستاد تا پیراهن صورتی را به تن کند. نخستین بار بود که رکابزنی از کانادا رهبر رده‌بندی اصلی جیرو دیتالیا می‌شد. در مرحلهٔ دهم رهبری را به جواکیم رودریگز داد؛ ولی در مرحلهٔ ۱۴ آن را پس گرفت. هرچند در مرحلهٔ بعد دوباره رودریگز رهبر مسابقه شد. در مراحل کوهستانی هفتهٔ پایانی بسیاری انتظار داشتند هشادال عقب بیفتد؛ ولی او موقعیت خود را در فاصلهٔ ۱۵ تا ۳۰ ثانیه‌ای رودریگز حفظ کرد.
پیش از مرحلهٔ پایانی که تایم تریل انفرادی به مسافت ۲۸٫۲ کیلومتر بود، رودریگز برتری ۳۱ ثانیه‌ای نسبت به هشادال داشت. هشادال توانست مسیر را ۴۷ ثانیه سریع‌تر از رودریگز بپیماید و قهرمانی جیرو دیتالیا را به دست آورد. نخست‌وزیر کانادا استیو هارپر به‌سرعت پیامی منتشر کرد و از هشادال تشکر کرد.
پس از موفقیت در جیرو، این پرسش مطرح بود که آیا هشادال در تور دو فرانس شرکت خواهد کرد. در اوایل ژوئن اعلام شد که هشادال رهبر تیم گارمین در تور خواهد بود. همچنین نام هشادال در فهرست رکابزنان کانادایی حاضر در المپیک ۲۰۱۲ لندن توسط کمیتهٔ ملی المپیک کانادا اعلام شد. در تور ۲۰۱۲، هشادال در مرحلهٔ پنجم تنها ۱۸ ثانیه با صدرنشین رده‌بندی اصلی فاصله داشت؛ ولی در مرحلهٔ ششم در یک برخورد بزرگ درگیر شد و ۱۳ دقیقه زمان از دست داد. در روز بعد نیز به دلیل مصدومیت ران خود از ادامهٔ مسابقه انصراف داد.
در المپیک نیز نتایج نامطلوبی به دست آورد. در مسابقهٔ استقامت جاده رتبهٔ ۶۳ و در تایم تریل انفرادی رتبهٔ ۲۸ را کسب کرد.
در پاییز، هشادال در تور لمباردی شرکت کرد و ششم شد. سپس در تور پکن حضور یافت و در مرحلهٔ پنجم فرار کرد تا به رهبری مسابقه دست یابد؛ ولی نتیجه‌ای نگرفت و تور را با رتبهٔ ۱۸ به پایان رساند.
در پایان سال، به دلیل نتایج قدرتمندانه در طول سال از جمله قهرمانی در جیرو، جایزهٔ بهترین ورزشکار مرد سال کانادا را دریافت کرد.

### فصل ۲۰۱۳

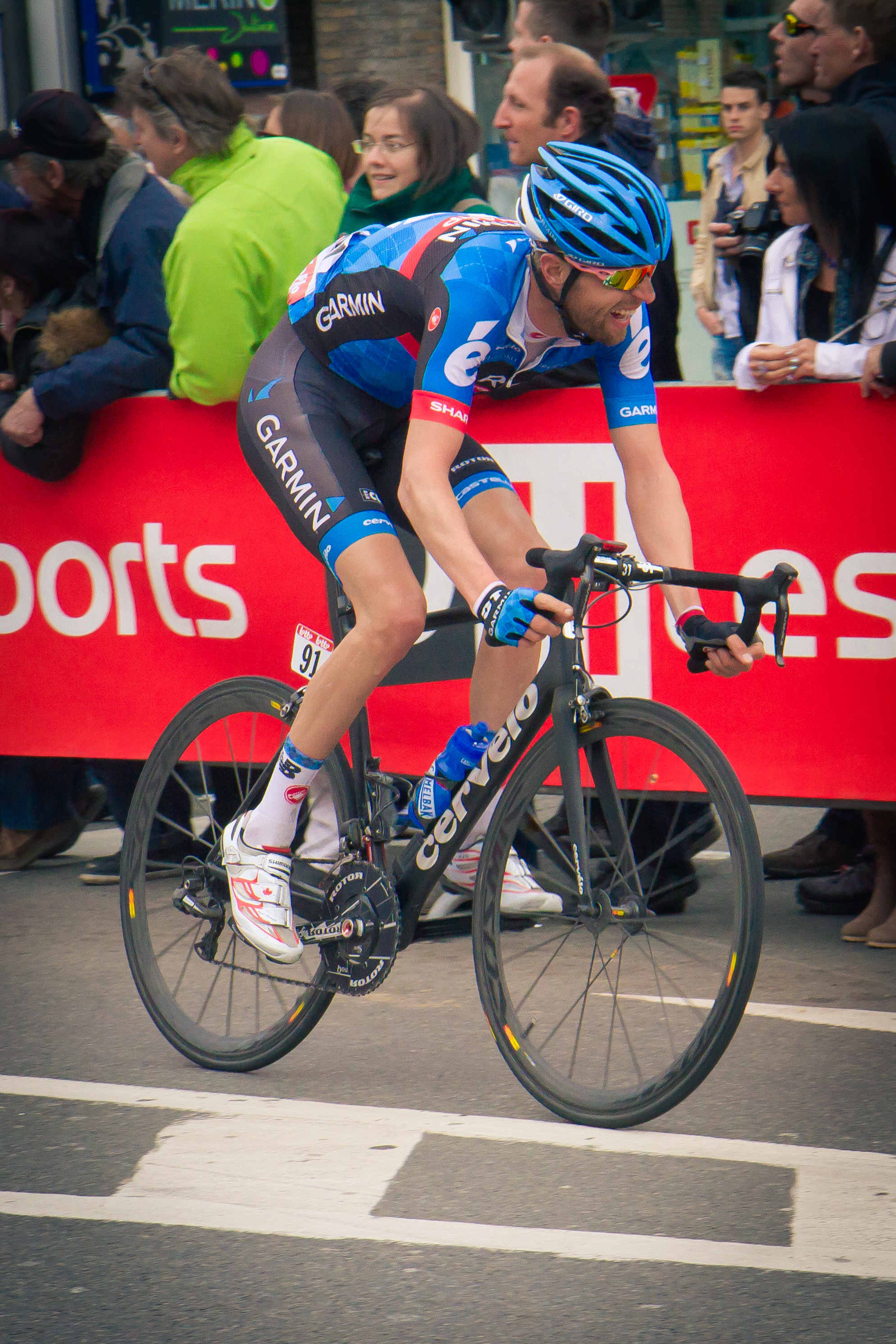
هشادال در لیژ–باستون–لیژ ۲۰۱۳

نخستین مسابقهٔ فصل هشادال، ووئلتا کاتالونیا بود که به دن مارتین کمک کرد تا برندهٔ مسابقه شود. همچنین خود را برای حضور در جیرو دیتالیا آماده کرد. او در چند کلاسیک بهاره نیز شرکت کرد. از جمله در لیژ–باستون–لیژ در ۱۵ کیلومتری خط پایان به‌تنهایی فرار کرد؛ ولی توسط گروه کوچکی از تعقیب‌کنندگان از جمله هم‌تیمی خود مارتین، گرفته شد و با کمک به پیروزی مارتین، خود نیز در رتبهٔ هشتم جای گرفت.
در جیرو، هشادال در مرحلهٔ سوم در سربالایی آخر فرار کرد؛ ولی دوباره به گروه اصلی بازگشت. سپس در پایان مسابقه در رقابتی سرعتی بر سکوی سوم ایستاد و به رتبهٔ پنجم رده‌بندی اصلی صعود کرد. او توانست در مراحل بعدی تا رتبهٔ سوم نیز بالا رود. هرچند در تایم تریل انفرادی مرحلهٔ نهم زمان زیادی از دست داد و در مرحلهٔ ۱۲ از مسابقه انصراف داد. در تور دو فرانس نیز در مرحلهٔ نخست یکی از دنده‌های دوچرخه‌اش شکست؛ ولی توانست به مسابقه ادامه دهد و رتبهٔ ۷۰ را کسب کرد.

### فصل ۲۰۱۴
در فصل بهار، هشادال رتبهٔ نهم جیرو دیتالیا را به دست آورد. در مرحلهٔ هفتم ووئلتا هشادال جزء گروه پیشتاز چهار نفره‌ای بود؛ ولی در نزدیکی خط پایان با یک موتورسیکلت برخورد کرد. البته توانست رتبهٔ دوم آن مرحله را به دست آورد. پس از آن که مشاهده شد پس از زمین‌خوردن هشادال، چرخ عقب دوچرخه‌اش به چرخش ادامه می‌دهد، ادعا شد که چرخ عقب با یک موتور گردانده می‌شود. الکس راسموسن که هم‌تیمی سابق هشادال بود، ویدئویی منتشر کرد که نمایش دهد چنین رویدادی می‌تواند برای هر دوچرخه‌ای رخ دهد. هشادال نیز واکنش نشان داد و ادعاها را مضحک خواند. در مرحلهٔ چهاردهم نیز بخشی از یک فرار زودهنگام بود و توانست برندهٔ آن مرحله شود.

### فصل ۲۰۱۵

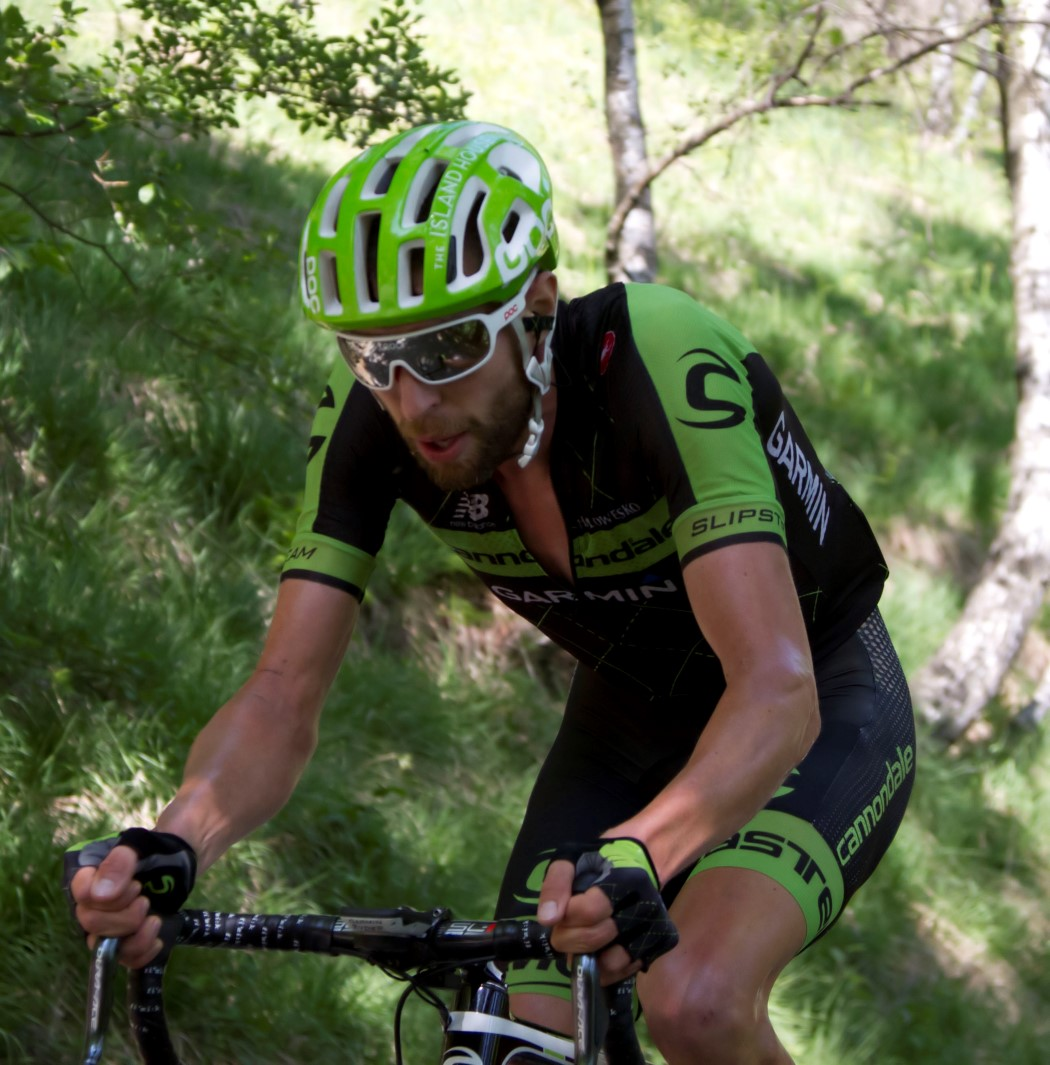
هشادال در جیرو دیتالیای ۲۰۱۵

در فصل ۲۰۱۵ دو تیم کنندل و گارمین–شارپ با یکدیگر ادغام شدند و تیم کنندل–گارمین را شکل دادند. هشادال در اوایل فصل نتایج خوبی کسب نکرد. سپس به عنوان رهبر تیم در تور ترنتینو انتخاب شد؛ هرچند که در مرحلهٔ دوم بیش از دو و نیم دقیقه زمان از دست داد و تور را در رتبهٔ ۱۴ تمام کرد. در جیرو دیتالیا، هشادال به دلیل تمایل به قرارگیری در انتهای گروه اصلی مقداری زمان در هفتهٔ اول از دست داد. او در هفتهٔ سوم نمایش بهتری داشت و با موفقیت در مراحل کوهستانی ۱۸ و ۱۹ به ده نفر اول بازگشت. در مرحلهٔ ۱۹ او توانست پشت سر فابیو آرو بر سکوی دوم بایستد. در مرحلهٔ ۲۰ که در راه‌های آسفالت نشده برگزار شد نیز پس از آرو دوم شد.
در اوت ۲۰۱۵ امضای قرارداد هشادال با تیم ترک-سگافردو برای فصل ۲۰۱۶ اعلام شد.

### فصل ۲۰۱۶
هشادال در جیرو دیتالیا شرکت کرد؛ ولی در مرحلهٔ‌چهاردهم به دلیل مشکل معده کناره‌گیری کرد. سپس در کریتریوم دوفینه در حمایت بوکه مولما رکاب زد؛ ولی برای تور دو فرانس انتخاب نشد. پس از آن از حضور در تیم کانادا در المپیک ۲۰۱۶ ریو نیز انصراف داد. در ماه اوت تیم ترک–سگافردو بازنشستگی هشادال در پایان فصل را اعلام کرد.

## زندگی شخصی
هشادال در ویکتوریا در بریتیش کلمبیا زاده شد. پدربزرگ و مادربزرگ او نروژی بودند و از نوردلاند مهاجرت کرده‌بودند.
پس از جیرو دیتالیای ۲۰۱۲ هشادال به راه‌اندازی گروه خیریه‌ای با نام «جامعه دوچرخه‌سواری کانادایی رایدر» کمک کرد که هدف خود را «ایجاد و حفظ فرصت برای دوچرخه‌سواری جوانان کانادایی» اعلام کرده‌بود. همچنین پیراهن صورتی خود را در مزایده‌ای به مبلغ ۱۰ هزار دلار فروخت و درآمد آن را برای کمک به دوچرخه‌سواران جوان کانادایی صرف کرد.

## نتایج در گرند تورها
| گرند تور       | ۲۰۰۵   | ۲۰۰۶ | ۲۰۰۷   | ۲۰۰۸ | ۲۰۰۹   | ۲۰۱۰ | ۲۰۱۱ | ۲۰۱۲   | ۲۰۱۳   | ۲۰۱۴ | ۲۰۱۵ | ۲۰۱۶   |
| -------------- | ------ | ---- | ------ | ---- | ------ | ---- | ---- | ------ | ------ | ---- | ---- | ------ |
| جیرو دیتالیا   | ناتمام | —    | —      | ۶۰   | —      | —    | —    | ۱      | ناتمام | ۹    | ۵    | ناتمام |
| تور دور فرانس  | —      | —    | —      | ۴۶   | ۴۶     | ۵    | ۱۷   | ناتمام | ۷۰     | —    | ۴۰   | —      |
| ووئلتا اسپانیا | —      | —    | ناتمام | —    | ناتمام | —    | —    | —      | —      | ۲۴   | —    | —      |